# Don't Trip (пісня)
«Don't Trip» — пісня американського репера The Game з його сьомого студійного альбому The Documentary 2, виданого 9 жовтня 2015 р. Як семпл використано «More Peas» у виконанні The J.B.’s.
Перед випуском альбому альбом був підтриманий головним синглом: «100» за участю Дрейка.

## Чартові позиції
| Чарт (2015)                           | Найвища позиція |
| ------------------------------------- | --------------- |
| Німеччина (Deutsche Urban Charts)     | 5               |
| US Bubbling Under R&B/Hip-Hop Singles | 7               |